# Wuppertal
Wuppertal (pronuncia [ˈvʊpɐtaːl]; in basso tedesco Wuppertaal) è una città extracircondariale tedesca di 354 572 abitanti situata nel Land della Renania Settentrionale-Vestfalia.
È situata a sud della zona della Ruhr a 30 km da Düsseldorf, 40 km da Colonia e 23 km da Essen.
La città è sede dell'Istituto Wuppertal e la sua caratteristica più nota è la celebre Schwebebahn, una ferrovia sospesa monorotaia progettata e costruita nel 1901, lunga 13,3 km e utilizzata quotidianamente da oltre 70 000 passeggeri. I binari si trovano a 8 m da terra e 13 m sopra il fiume.

## Geografia fisica
Wuppertal è situata su un'ansa del fiume Wupper sui confini di una zona montagnosa (il Bergisches Land). Nel territorio cittadino vi sono notevoli differenze di quota e vi si trovano molte strade ripide e scale.
I confini cittadini sono lunghi 94,5 km, il percorso del fiume in città è pari a 33,9 km. Il punto più elevato si trova a 350 m s.l.m. mentre quello più basso è a 100 m s.l.m.

## Storia
La città venne fondata nel 1929 dalla fusione dei comuni di Barmen, Cronenberg, Elberfeld, Ronsdorf e Vohwinkel sotto il nome di Barmen-Elberfeld. Nel 1930, in seguito ad un referendum, fu rinominata Wuppertal, per evidenziare la posizione sulle rive del fiume Wupper. La fusione si può notare ancora oggi dal fatto che la città ha due grossi centri urbani.
Durante la seconda guerra mondiale circa il 40% della città venne distrutto dai bombardamenti; ciononostante, molti monumenti si salvarono. Il 16 aprile 1945 fu occupata dalla 78ª Divisione di fanteria statunitense.

## Cultura
Presso l'Università di Wuppertal (Bergische Universität Wuppertal) hanno lavorato insigni studiosi quali Peter Grassberger, Arkady Pikovsky, ed Holger Kantz, tutti esperti di teoria del caos.
Il Von Der Heydt Museum della città di Wuppertal contiene molti quadri di autori della fine del XIX secolo e del XX secolo, quali: Braque, Beckmann, Dalí, Degas, Ernst, Feininger, Kokoschka, Macke, Marc, Monet, Nolde, Picasso, van Gogh ecc.
A Wuppertal ha sede il Tanztheater Wuppertal diretto da Pina Bausch dal 1972; è considerato il gruppo di teatro danza più importante al mondo.
Diversi film sono stati ambientati nella città di Wuppertal: fra gli altri si ricordano Alice nelle città (1973) e il documentario Pina (2011) di Wim Wenders, nonché il documentario Nella vallata della Wupper - Wuppertal (1994) di Amos Gitai, facente parte della sua Trilogia sul Neo-fascismo. Un'opera di Pina Bausch, Cafè Müller, viene infine esplicitamente citata nel film Parla con lei (2002) di Pedro Almodóvar.

## Economia
La città è tuttora sede dello stabilimento della storica azienda di utensili da lavoro Knipex, fondata proprio a Wuppertal nel 1882, e della compagnia assicuratrice Barmenia.

## Geografia antropica

### Suddivisioni amministrative
Wuppertal è suddivisa in 10 distretti urbani (Stadtbezirk), i quali a loro volta si suddividono in quartieri (Stadtteil) per un totale di 69.
|   | Nome                  | Superficie (km²) | Abitanti |
| 0 | Elberfeld             | 11,07            | 65 153   |
| 1 | Elberfeld-West        | 10,37            | 27 525   |
| 2 | Uellendahl-Katernberg | 25,91            | 37 879   |
| 3 | Vohwinkel             | 20,42            | 31 431   |
| 4 | Cronenberg            | 21,50            | 21 691   |
| 5 | Barmen                | 15,44            | 58 498   |
| 6 | Oberbarmen            | 12,57            | 42 248   |
| 7 | Heckinghausen         | 5,66             | 21 073   |
| 8 | Langerfeld-Beyenburg  | 29,40            | 25 185   |
| 9 | Ronsdorf              | 16,05            | 21 685   |

## Amministrazione

### Gemellaggi
- South Tyneside, dal 1951;
- Saint-Étienne, dal 1960;
- Tempelhof-Schöneberg, dal 1964;
- Be'er Sheva, dal 1977;
- Košice, dal 1980;
- Schwerin, dal 1987;
- Matagalpa, dal 1987;
- Legnica, dal 1993;
- Ekaterinburg, dal 1993.

## Sport
Il Wuppertaler SV Borussia è la società calcistica cittadina. Attualmente milita in Regionalliga West, la quarta serie del calcio tedesco.
Nel 1997 Wuppertal è stata la sede dei Campionati mondiali maschili di hockey su pista, gli ultimi finora vinti dalla Nazionale italiana.

## Galleria d'immagini

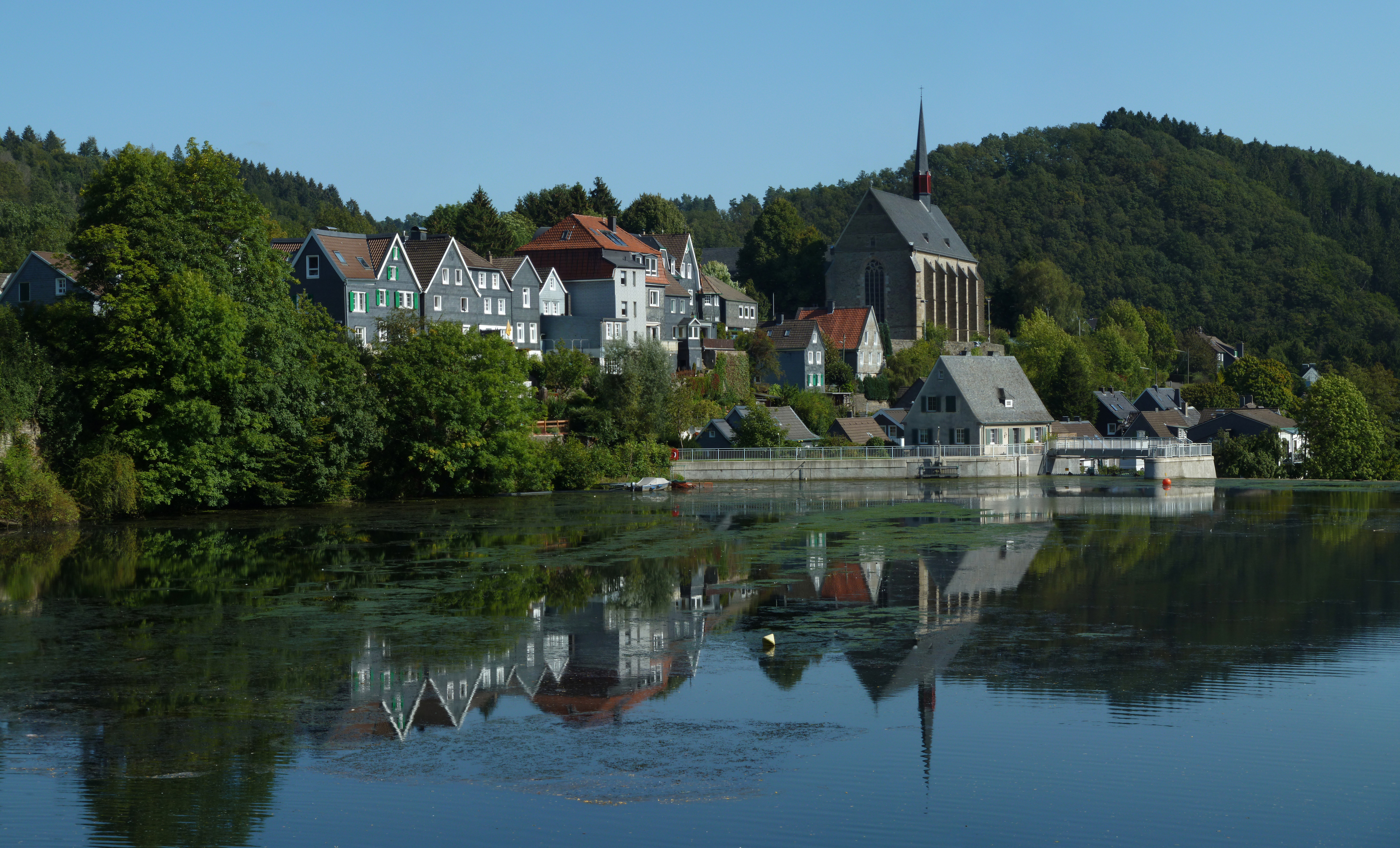
Vista sul distretto di Langerfeld-Beyenburg con la Klosterkirche Sankt Maria Magdalena
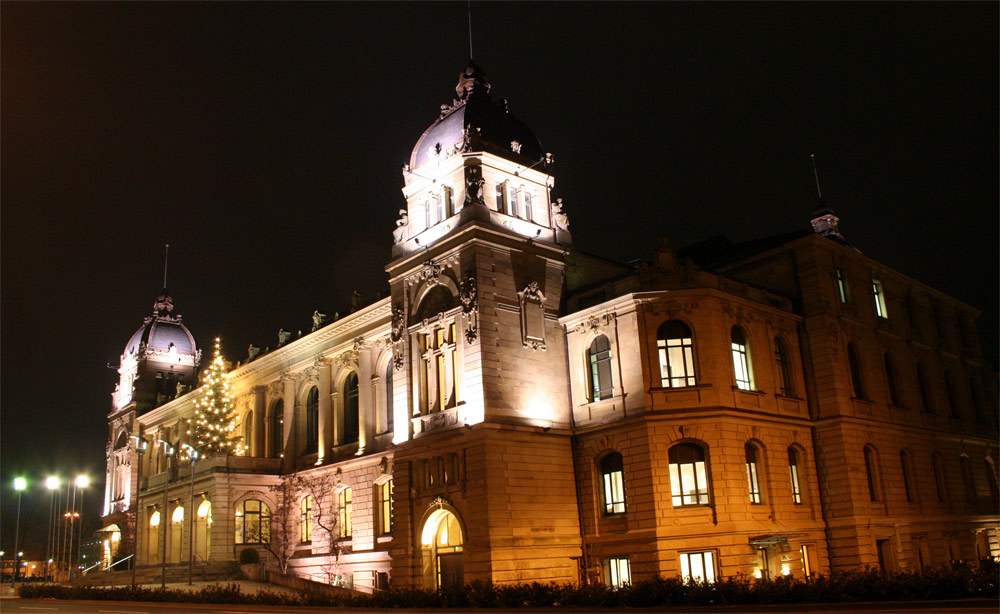
Filarmonia (Stadthalle)
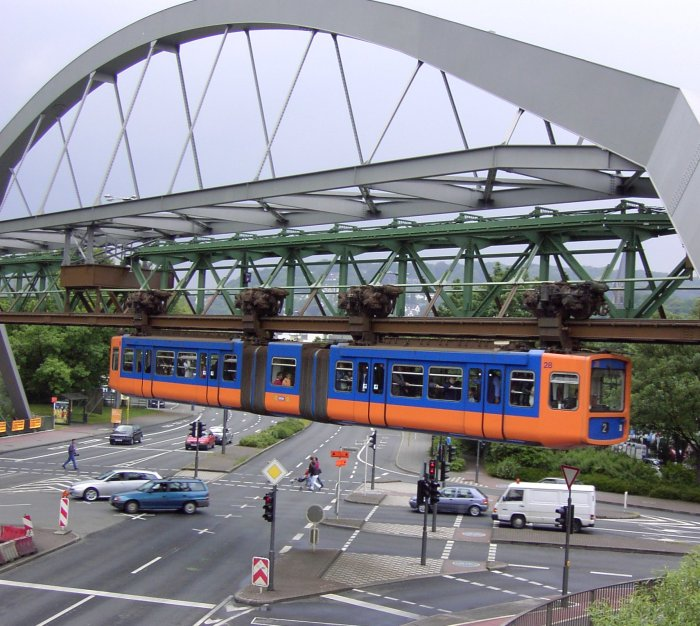
Wuppertaler Schwebebahn
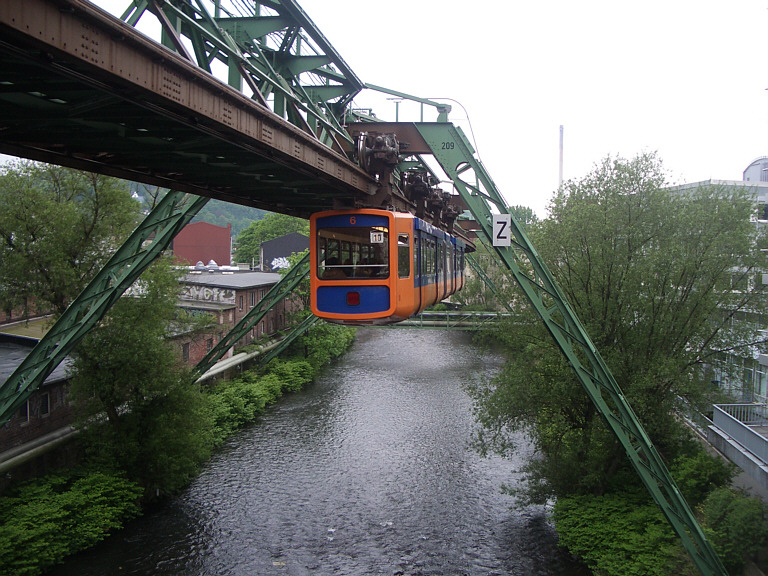
Wuppertaler Schwebebahn
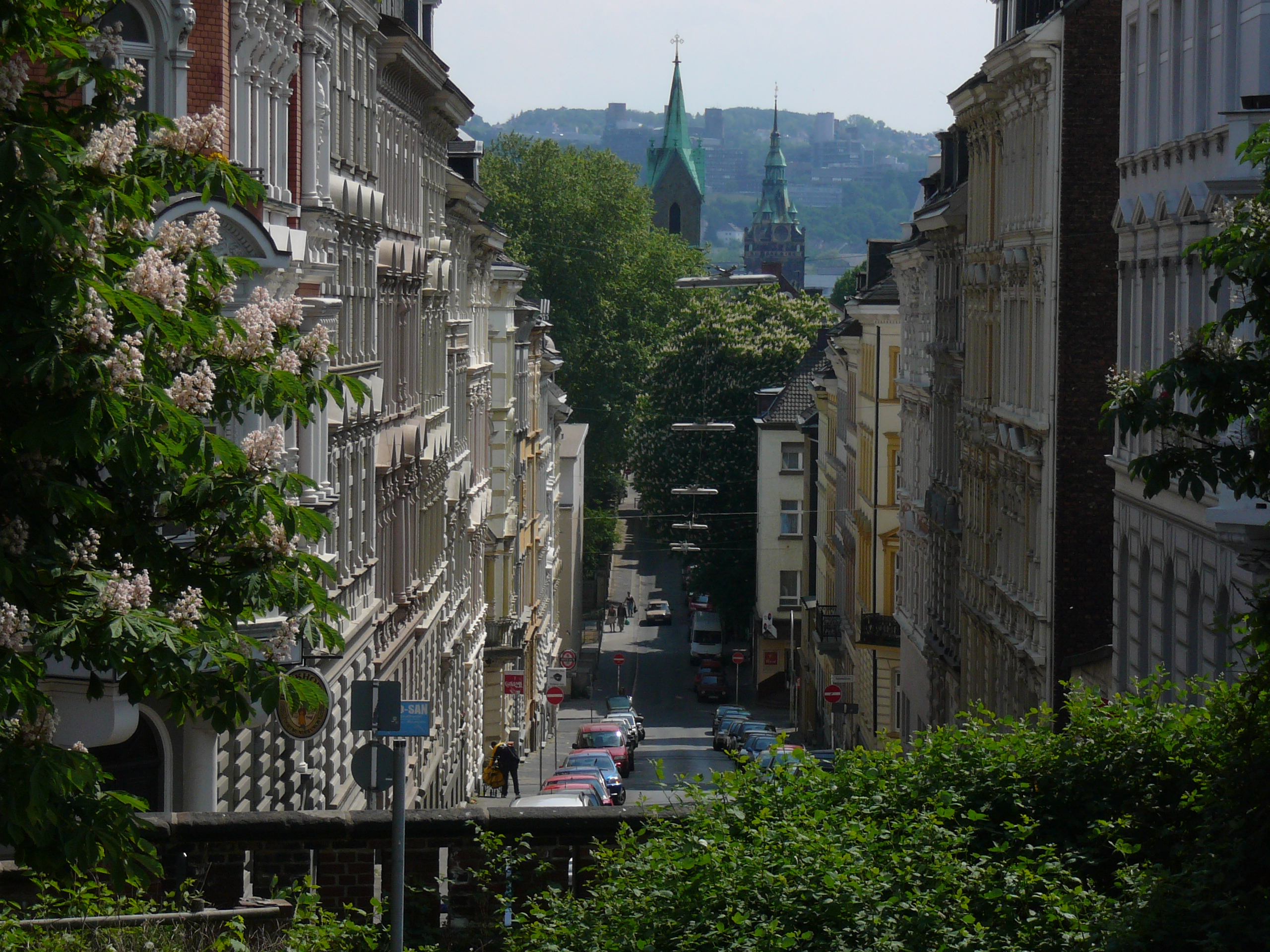
Tipico scorcio urbano di Wuppertal
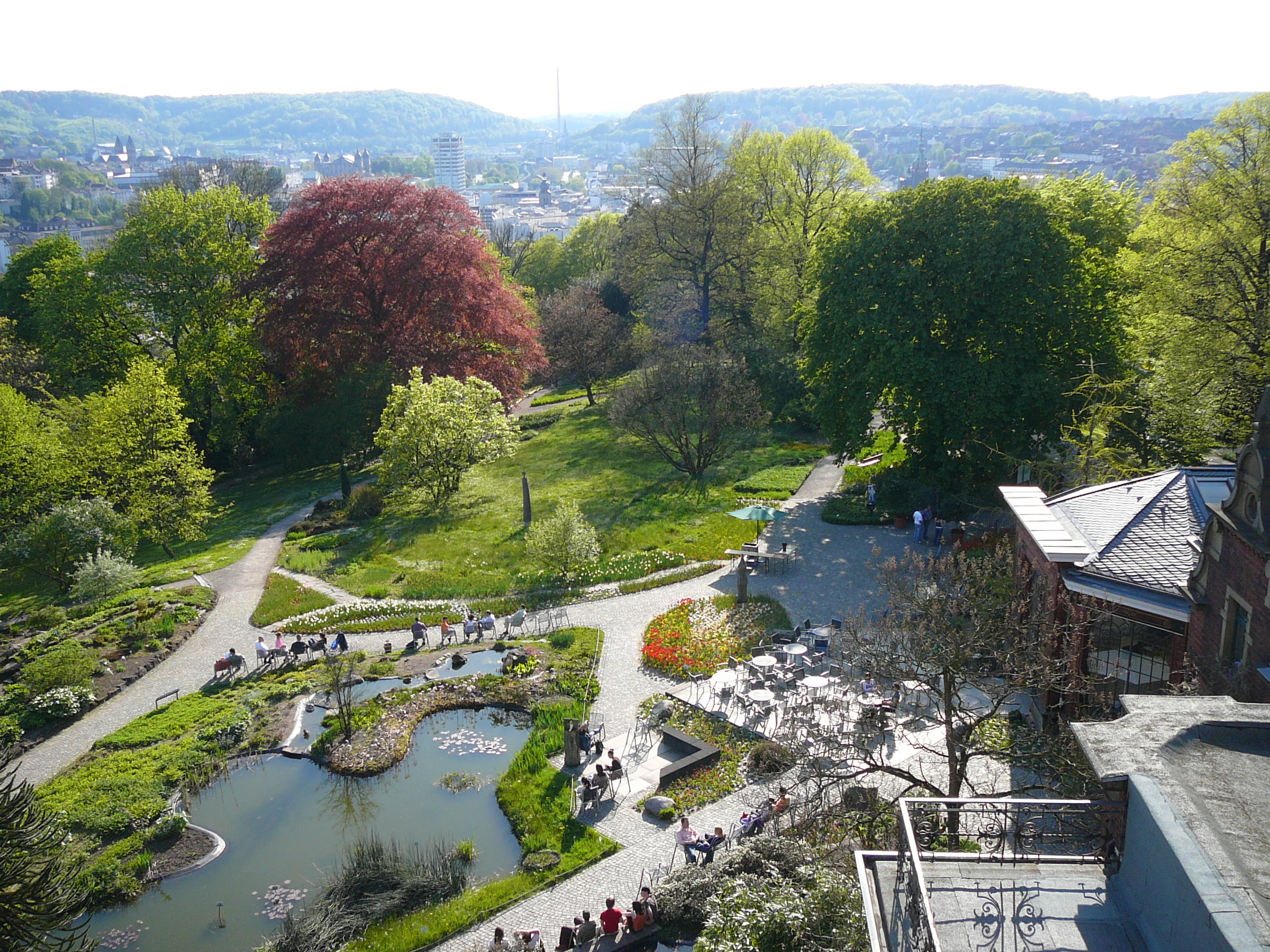
Giardino botanico di Wuppertal